# Château de Bussière (La Tagnière)
Pour les articles homonymes, voir Château de Bussière.
Le château de Bussière est situé au nord de la commune de La Tagnière, dans le département français de Saône-et-Loire.Ce château (les façades et les toitures) fait l’objet d’une inscription au titre des monuments historiques depuis le 22 janvier 1996.

## Description
Le château, actuellement propriété privée, a été bâti sur une ancienne motte féodale.
Il est partiellement inscrit au titre des monuments historiques. Les éléments faisant l'objet de cette inscription sont le plafond peint du 1er étage ainsi que son pont dormant.

## Historique
Lors de sa construction en 1640, le château était une maison seigneuriale.